# Gopalpur (India)
Gopalpur è una suddivisione dell'India, classificata come census town, di 6.480 abitanti, situata nel distretto di Nadia, nello stato federato del Bengala Occidentale. In base al numero di abitanti la città rientra nella classe V (da 5.000 a 9.999 persone).

## Geografia fisica
La città è situata a 23° 44' 32 N e 88° 33' 52 E.

## Società

### Evoluzione demografica
Al censimento del 2001 la popolazione di Gopalpur assommava a 6.480 persone, delle quali 3.281 maschi e 3.199 femmine. I bambini di età inferiore o uguale ai sei anni assommavano a 585, dei quali 287 maschi e 298 femmine. Infine, coloro che erano in grado di saper almeno leggere e scrivere erano 5.237, dei quali 2.781 maschi e 2.456 femmine.